# Франц Георг Філіпп Бухенау
Франц Георг Філіпп Бухенау (нім. Franz Georg Philipp Buchenau, 1831–1906) — німецький ботанік та фітогеограф.

## Біографія
Франц Георг Філіпп Бухенау народився 12 січня 1831 року в місті Кассель у Німеччині. Навчався в Геттінгенському та Марбурзькому університетах. У 1864 році Бухенау став співзасновником бременського Товариства природничих наук. Помер 23 квітня 1906 року в Бремені.
Франц Георг Філіпп Бухенау вивчав флору північно-східної Німеччини, автор кількох наукових публікацій, в тому числі Flora der Ostfriesischen Inseln та Flora von Bremen und Oldenburg. Також він видав монографію родини ситникових, Monographie Juncacearum.

## Рослини, названі на честь Ф. Г.Ф.Бухенау
- Acalypha buchenavii Müll.Arg., 1880 (=Acalypha spachiana)
- Asclepias buchenaviana Schinz, 1888 (=Gomphocarpus filiformis)
- Calophanes buchenavii Vatke, 1885 (=Dyschoriste siphonantha)
- Disa buchenaviana Kraenzl., 1882
- Juncus buchenaui Sved., 1897 (=Juncus marginatus)
- Juncus ×buchenaui Dörfl., 1897, nom. illeg. (=Juncus ×alpiniformis)
- Luzula ×buchenaui P.Fourn., 1935
- Mammillaria buchenaui Backeb., 1963
- Megaclinium buchenavianum Kraenzl., 1905 (=Bulbophyllum buchenavianum)
- Polygala buchenavii O.Hoffm., 1882 (=Polygala schoenlankii)
- Triglochin buchenaui Köcke, Mering & Kadereit, 2010
- Tropaeolum buchenaui Phil., 1893 (=Tropaeolum kingii)
- Tropaeolum buchenavianum Hieron., 1895 (=Tropaeolum tuberosum subsp. silvestre)
- Pilea buchenaui Urb., 1907